# Львиный зев
Льви́ный зев, Антирри́нум (лат. Antirrhínum) — один из самых известных родов многолетних травянистых растений из семейства Подорожниковые (ранее помещался в семейства Норичниковые и Верониковые). Род антирринум охватывает около 50 многолетних видов, среди которых есть вьющиеся виды, распространённые в тёплых районах Земли.

## Распространение

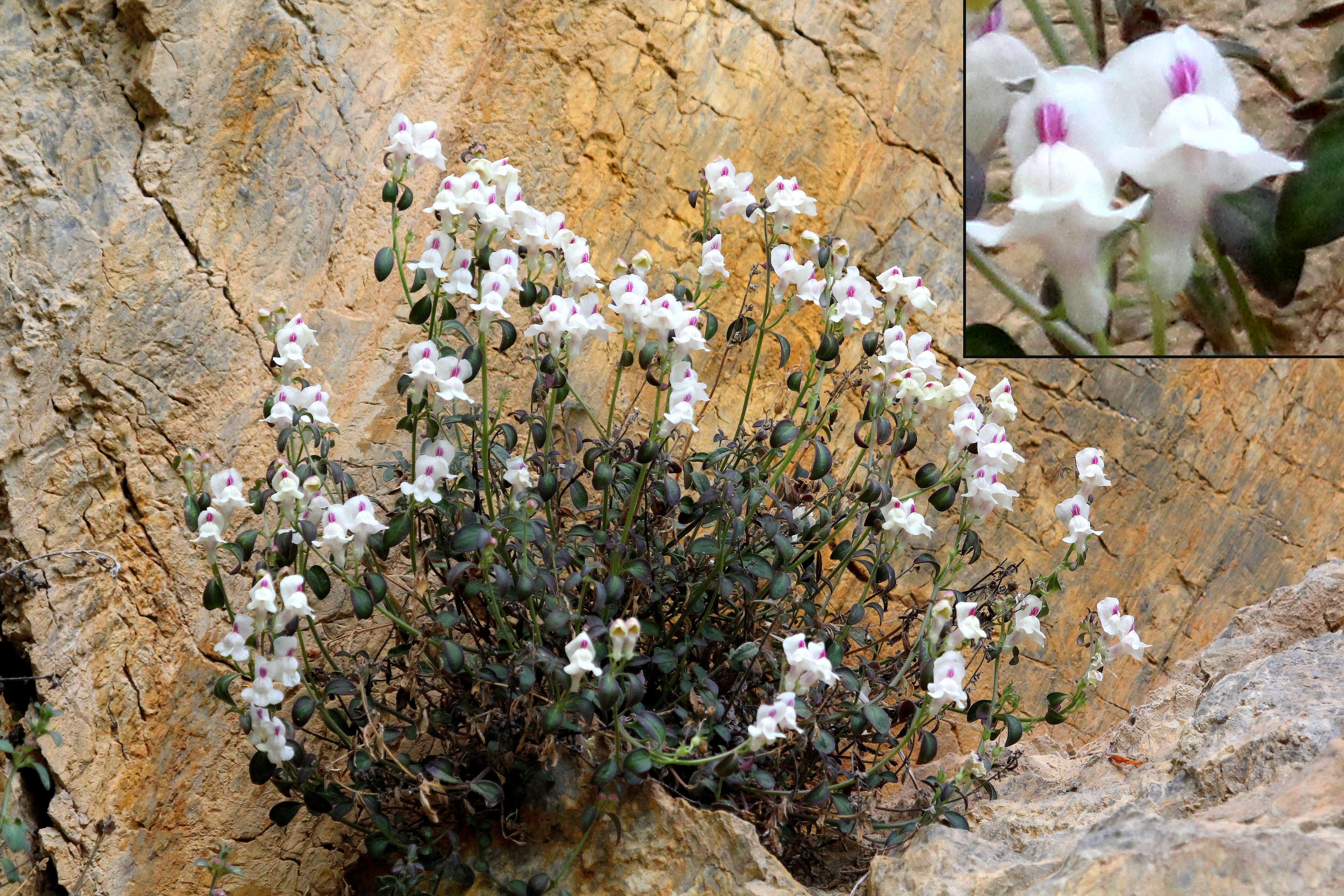
Antirrhinum sempervirens в окрестностях Бессежа

Львиный зев имеет наибольшее распространение в Северном полушарии, особенно в Северной Америке. В России и сопредельных странах встречается в основном в садах, где широко используется при оформлении клумб. Широко распространён в южной и западной Сибири в диком виде. В дикой природе встречаются около 22 видов с колосьями ярко окрашенных зигоморфных цветков ярко-жёлтого, фиолетового, синего цветов, напоминающих по форме цветка львиную пасть. Львиный зев большой, в частности, является самым распространённым садовым видом, завезённым из Северной Америки.

## Ботаническое описание
Многолетние травянистые или полукустарниковые растения с крупными, тонкобороздчатыми зелёными стеблями. Стебли прямые, ветвистые, высотой от 15 до 100 см, образующие пирамидальные кустики. Нижние листья супротивные, верхние очерёдные, от ланцетных до удлинённо-овальных. Цветки крупные, неправильные, двугубые, простые или махровые, собраны в кистевидное соцветие. Окраска белая, розовая, жёлтая и двуцветная. Цветёт с июня до заморозков.

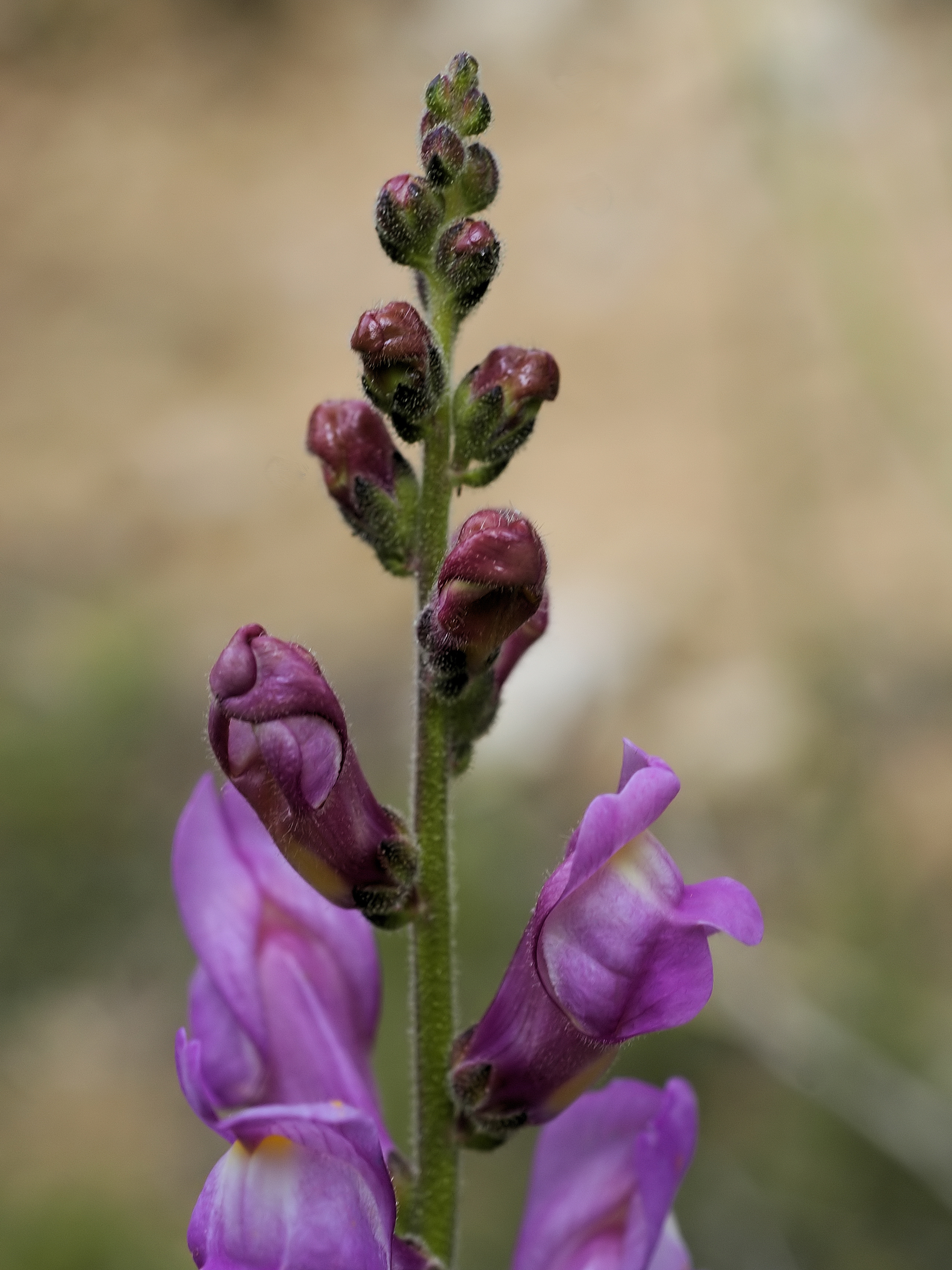
Соцветие Antirrhinum barrelieri
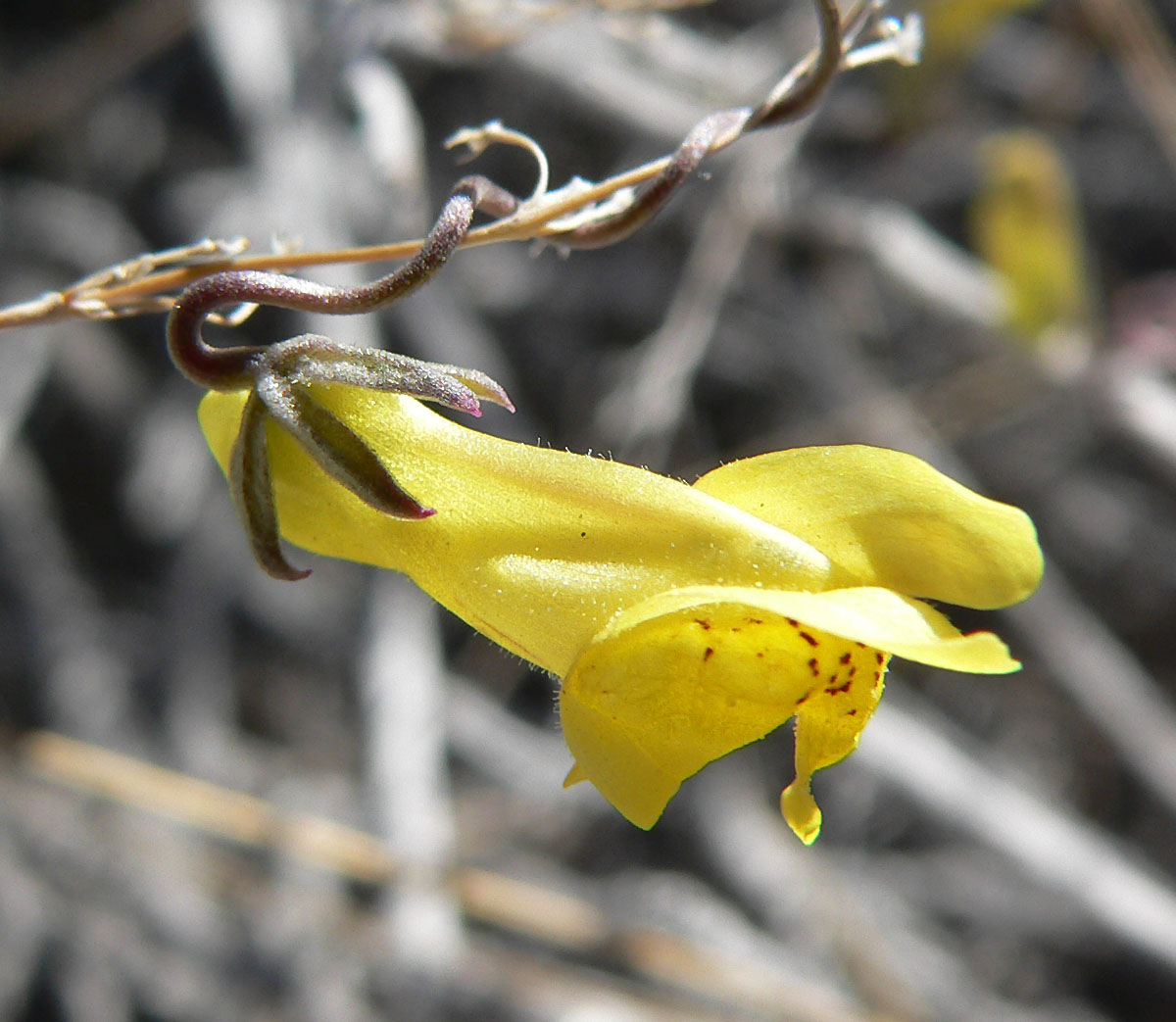
Цветок Antirrhinum filipes
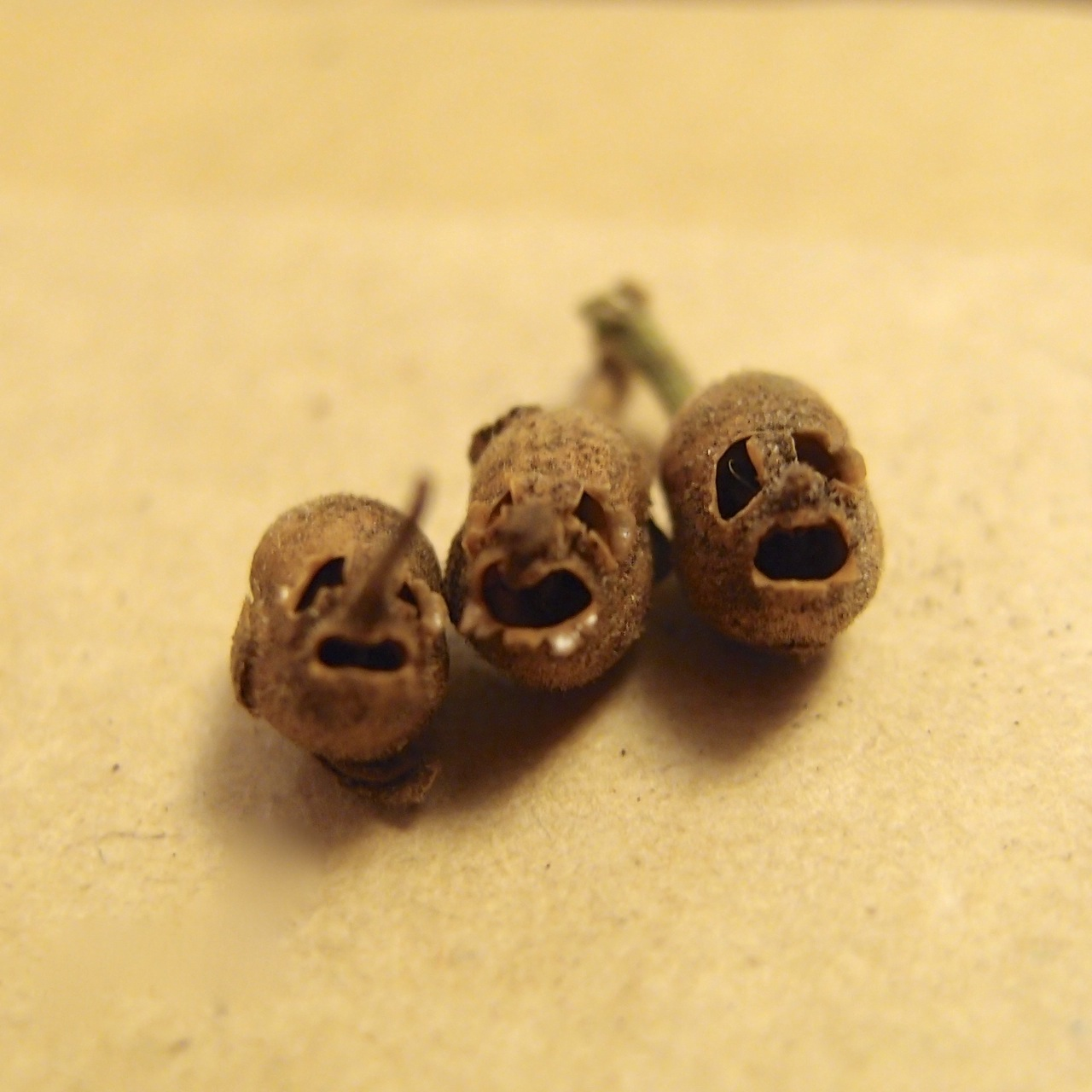
Семенные коробочки

## Виды

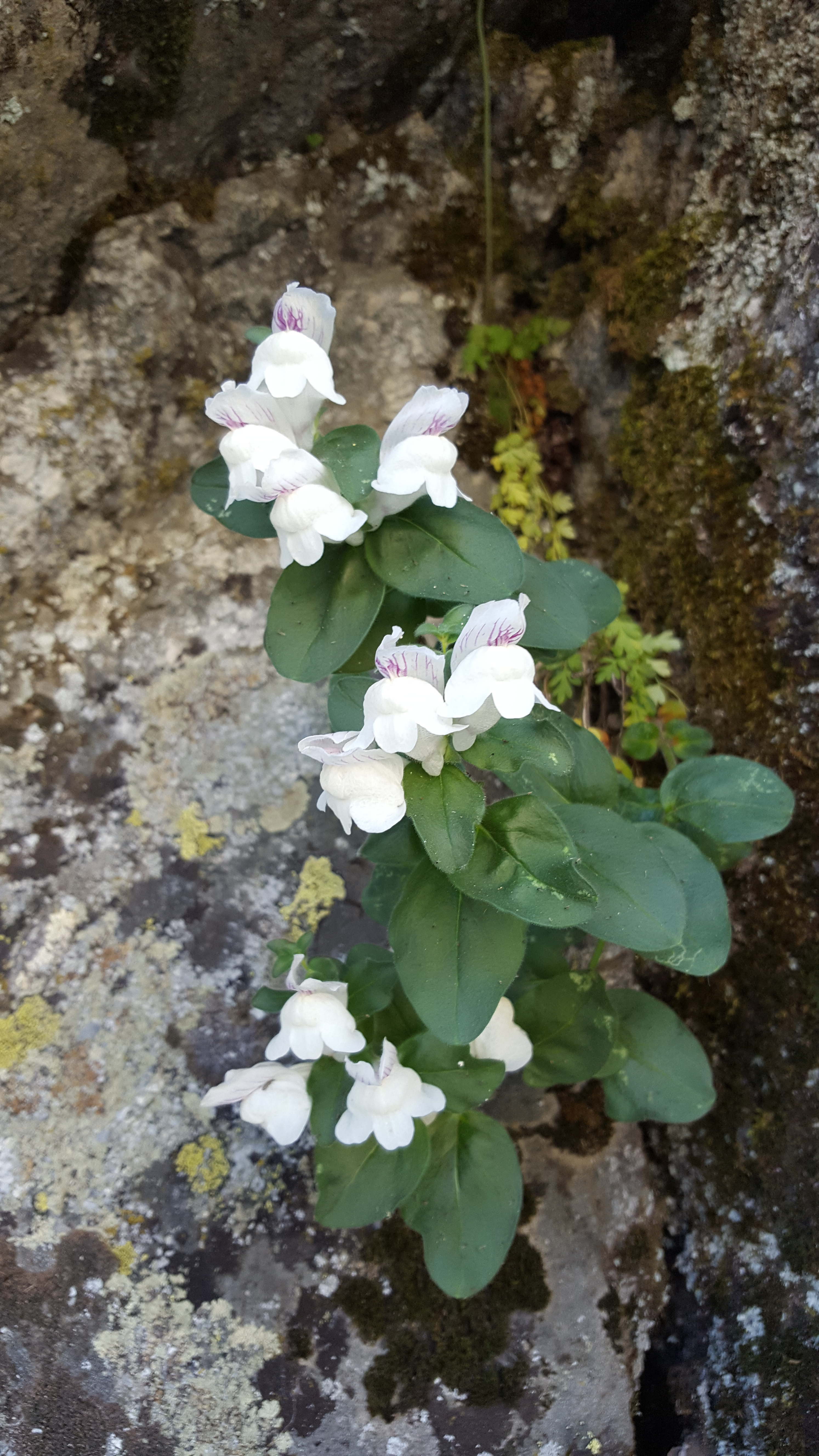
Antirrhinum grosii

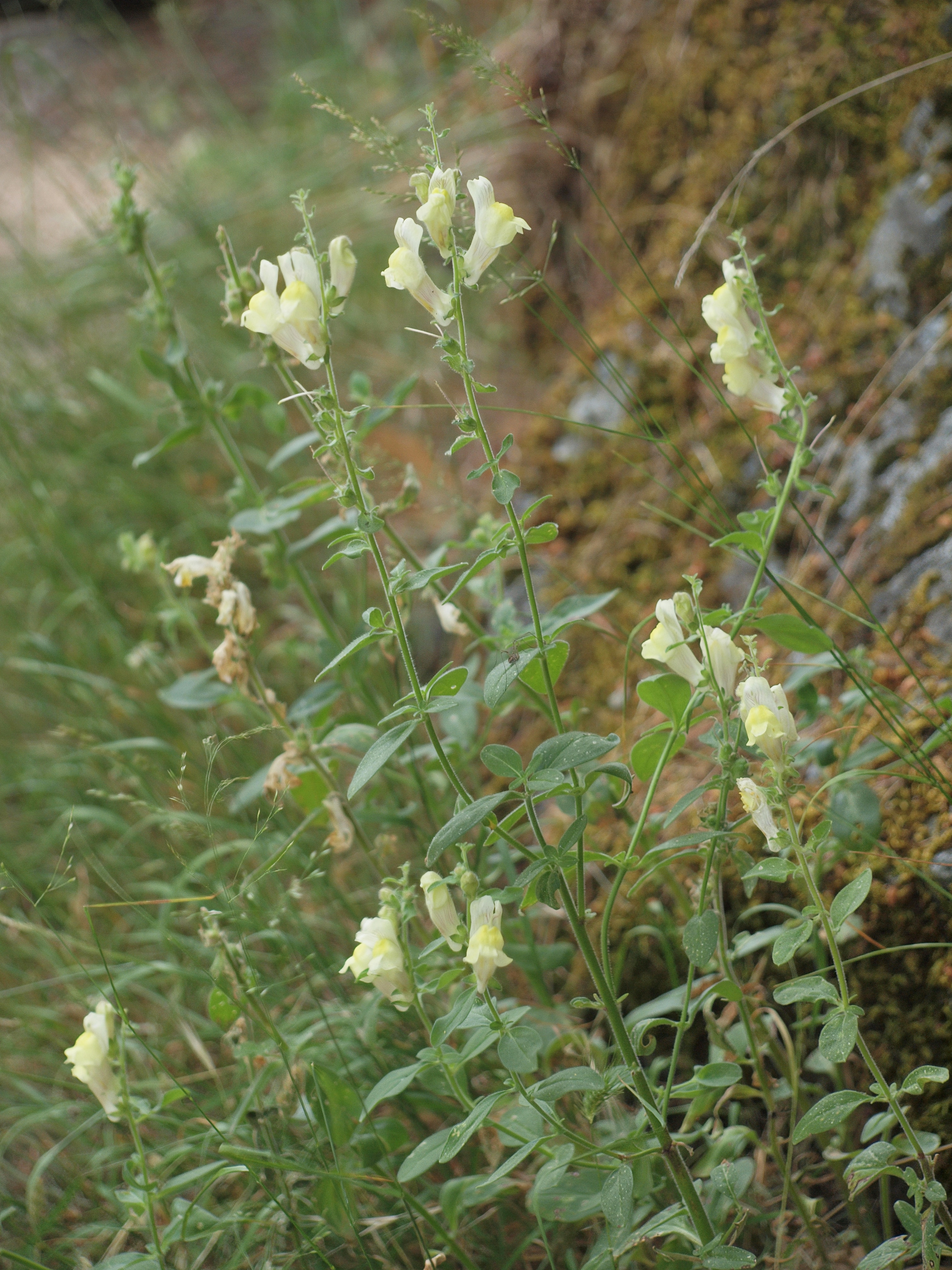
Antirrhinum meonanthum

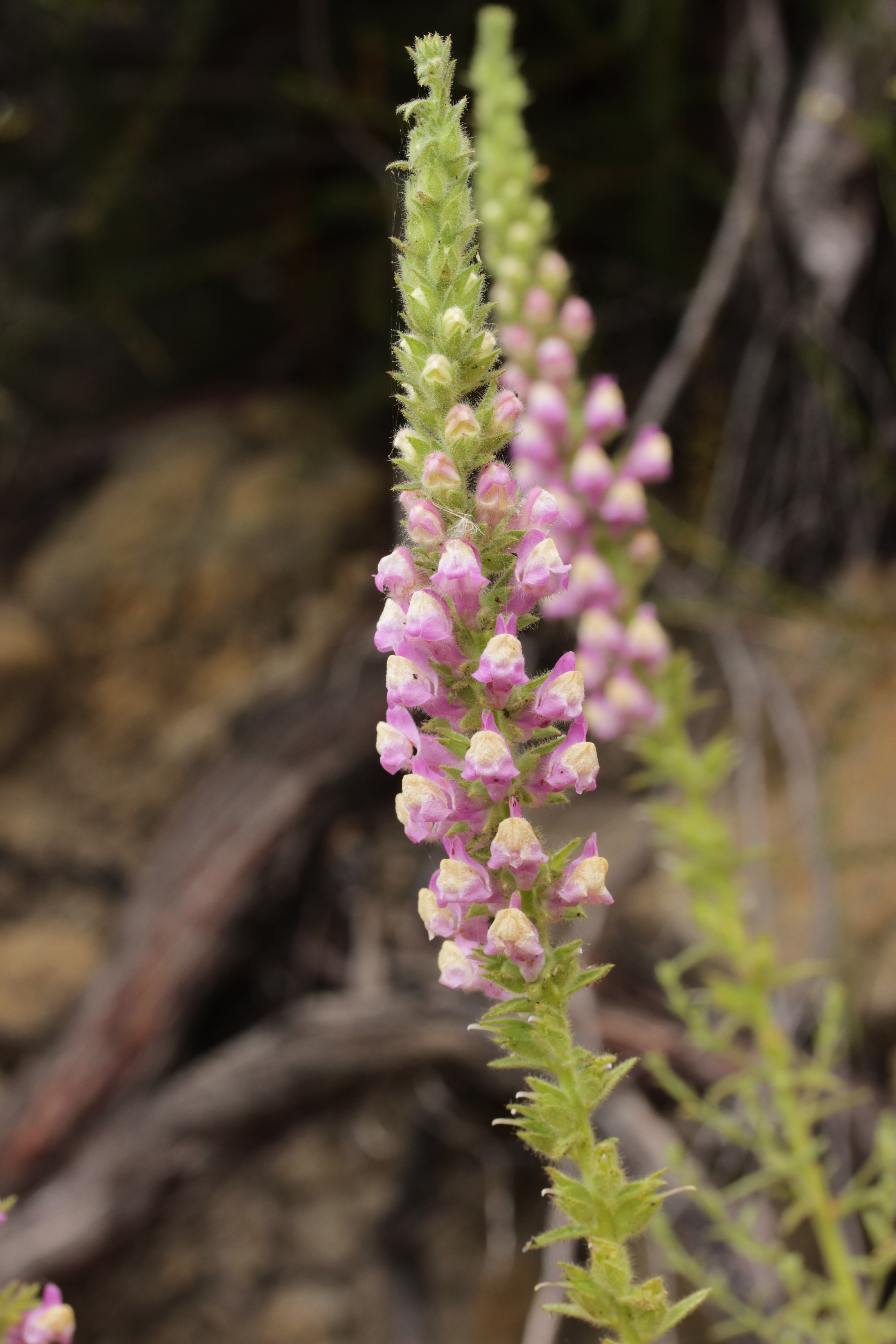
Antirrhinum multiflorum

По информации базы данных The Plant List, род включает 21 вид:
- Antirrhinum australe Rothm.
- Antirrhinum barrelieri Boreau
- Antirrhinum braun-blanquetii Rothm.
- Antirrhinum charidemi Lange
- Antirrhinum × chavannesii Rothm.
- Antirrhinum graniticum Rothm.
- Antirrhinum grosii Font Quer
- Antirrhinum hispanicum Chav.
- Antirrhinum × kretschmeri Rothm.
- Antirrhinum latifolium Mill.
- Antirrhinum majus L. typus[2] — Львиный зев большой
- Antirrhinum martenii (Font Quer) Rothm.
- Antirrhinum meonanthum Hoffmanns. & Link
- Antirrhinum microphyllum Rothm.
- Antirrhinum molle L.
- Antirrhinum × montserratii Molero & Romo
- Antirrhinum pertegasii Rothm.
- Antirrhinum pulverulentum Lázaro Ibiza
- Antirrhinum sempervirens Lapeyr.
- Antirrhinum siculum Mill. — Львиный зев сицилийский
- Antirrhinum valentinum Font Quer

## Народная медицина
- Чай из львиного зева пьют при болезнях печени, при вздутиях живота.
- При желтухе и болезнях почек львиный зев применяют в смеси с бессмертником песчаным и рыльцами кукурузы.
- Настой цветков львиного зева пьют при одышке, водянке, при головных болях.
- Наружно напар львиного зева помогает лечить геморрой, а также фурункулы и различные язвы.